# Краков-Главный

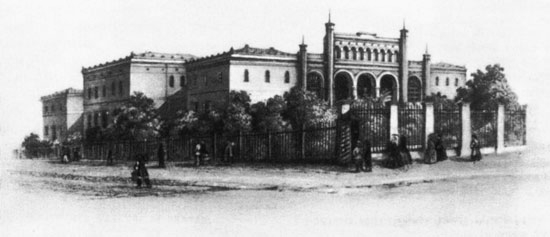
Вокзал Краковско-верхнесилезской железной дороги, вторая половина XIX века

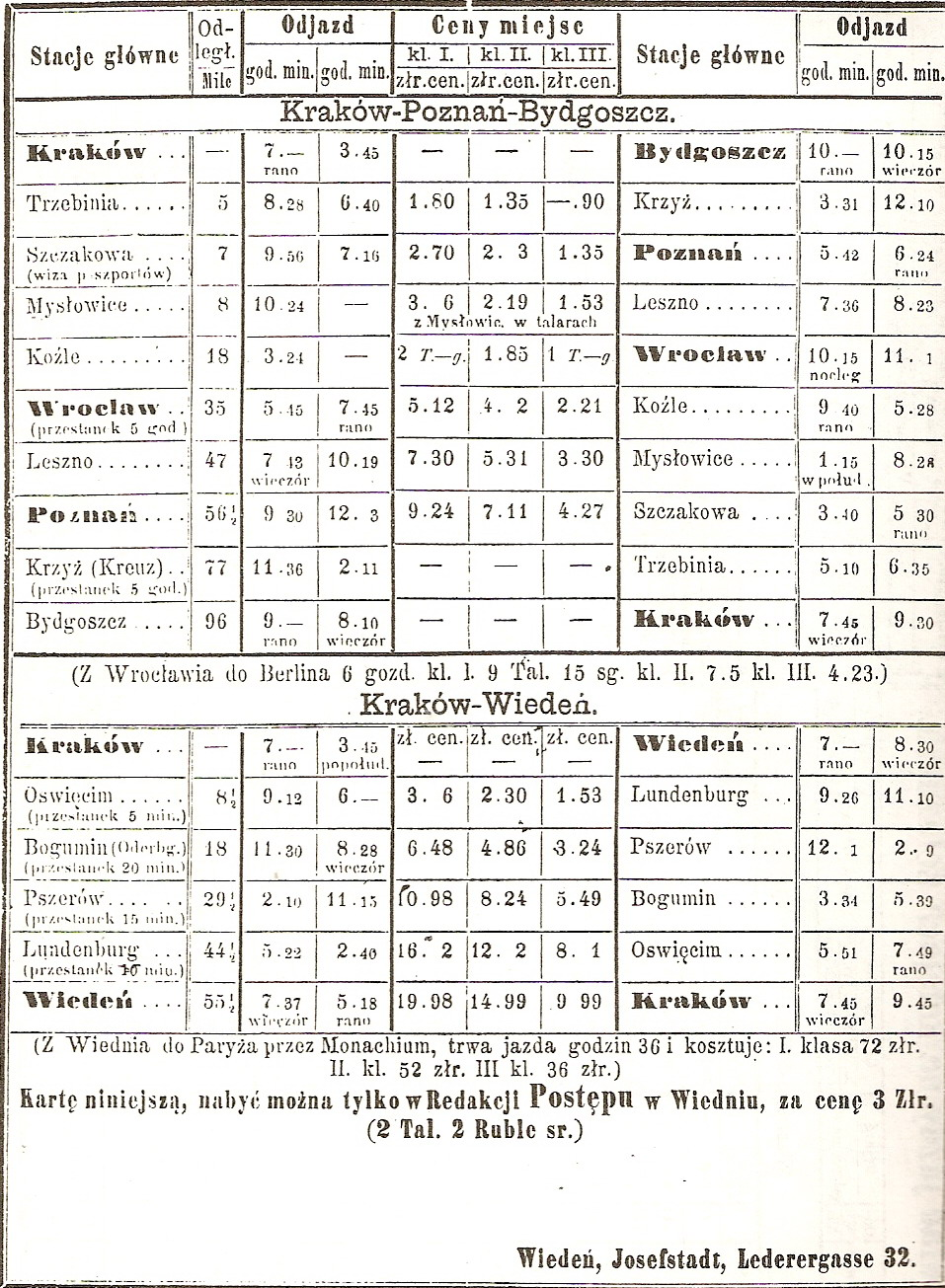
Расписание движения поездов, 1862 год

Краков-Главный (пол. Kraków Główny) — железнодорожная станция Польских государственных железных дорог, вокзал, находящийся в краковском административном районе Старе-Място. Станция обслуживает местные, междугородние и международные железнодорожные маршруты. В соответствии с польской классификацией железнодорожных станций Краков-Главный относится к высшей категории A.
Движение железнодорожных составов на станции координируется Постом электрической централизацией, который снабжён системой «KG». Станция обслуживает только пассажирские составы. Грузовые составы не заходят в центр Кракова и обслуживаются станцией Краков-Ольша.
С 14 февраля 2014 года главный зал вокзала располагается непосредственно под железнодорожными перронами и связан с путями Краковского скоростного трамвая, входящими в систему Краковского коммуникативного центра.
Здание вокзала Краков-Главный является архитектурным памятником, внесено в реестр охраняемых памятников Малопольского воеводства и является объектом туристического маршрута городской инженерии под названием «Краковский путь техники».

## История
Решение о строительстве главного краковского вокзала было принято советом Вольного города Кракова в первой четверти XIX века. Первоначально планировалось строить вокзал в окрестностях села Лобзув (сегодня — район Кракова) или в непосредственной близости от современной улицы Длугой. В результате городские власти приняли решение строить вокзал в районе Весола между Стрелецким парком и современными улицами Любич и Павии. Земельный участок был приобретён за 200 тысяч злотых и в 1844 году на нём был построен небольшой вокзал, в котором была размещена железнодорожная администрация, ранее располагавшаяся в здании Тройтлера на Главной краковской площади.
12 октября 1844 года был заложен краеугольный камень нового вокзала для Краковско-Верхнесилезской железной дороги. Торжественное открытие вокзала и железной дороги Краков-Мысловице состоялось 13 октября 1847 года. Здание вокзала было построено по проекту Петера Розенбаума в стиле неоренессанс. В XIX веке здание вокзала дважды перестраивалось между 1869—1871 и 1892—1894 годами, в результате чего оно приобрело эклектические архитектурные элементы. Увеличение движения поездов в восточном направлении и дальнейшее развитие железнодорожного узла привело к тому, что площадь вокзала была расширена почти в два раза во время первой реконструкции в 1869—1871 годах за счёт ликвидации придорожных скверов. В результате этой реконструкции здание приобрело современный вид. В 1894 году был построен железобетонный туннель под железнодорожными перронами, который был расширен во время последней реконструкции в 1920 году, когда была сооружена привокзальная инфраструктура. В 30-е годы XX столетия началось строительство железной дороги в сторону городов Кельце и Варшавы, в результате чего были полностью перестроены железнодорожные пути, расширен зал ожидания и увеличено количество путей.
В 1934 году согласно городскому архитектурному плану планировалось строительство нового здания вокзала в 300 метрах на север от современного здания, которое планировалось снести. Во время германской оккупации Кракова вокзал с 1939 по 1945 год носил немецкое название «Krakau Hauptbahnhof». Немецкие власти планировали ликвидировать диаметральные железнодорожные пути и построить на их месте новую городскую аллею, а строительство нового вокзала планировалось в западной части города на территории современного административного района VIII-Дембники. Аналогичные планы были озвучены в 50-е годы XX столетия во время Польской Народной Республики в связи со строительством нового района Нова-Гута, когда новый вокзал планировалось строить в районе оседле Могила.
12 июля 1986 года здание вокзала было внесено в реестр архитектурных памятников Малопольского воеводства (№ А-704).
Весной 2012 года началось строительство подземной части вокзала, которая стала называться «Kraków Nowy Główny» (Краков-Новый-Главный). 14 февраля 2014 года подземная часть вокзала, связанная с городским транспортом, была введена в эксплуатацию.

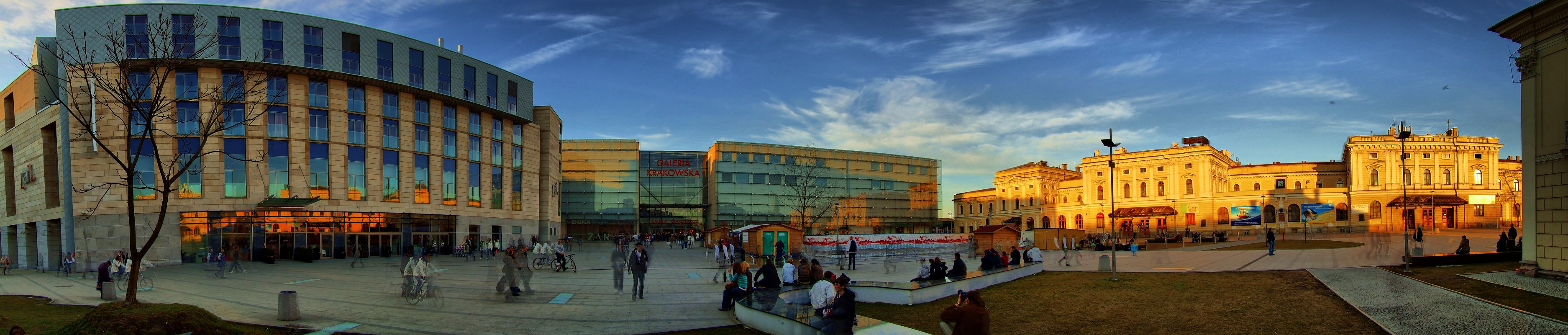
Вид вокзала «Краков-Главный». На левой части снимка находится торговый центр «Краковская галерея»

## Галерея

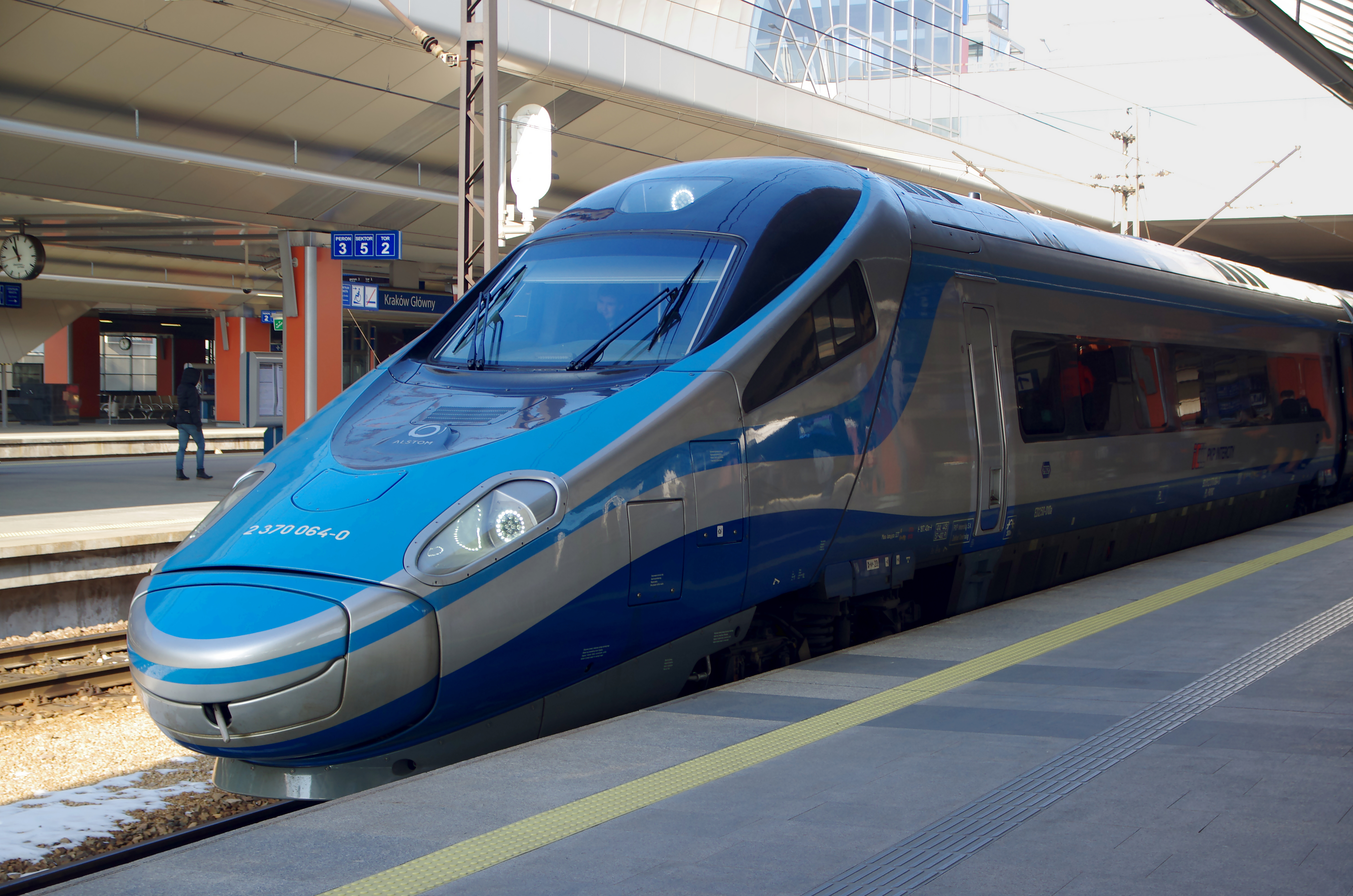
Поезд на станции «Краков-Главный»
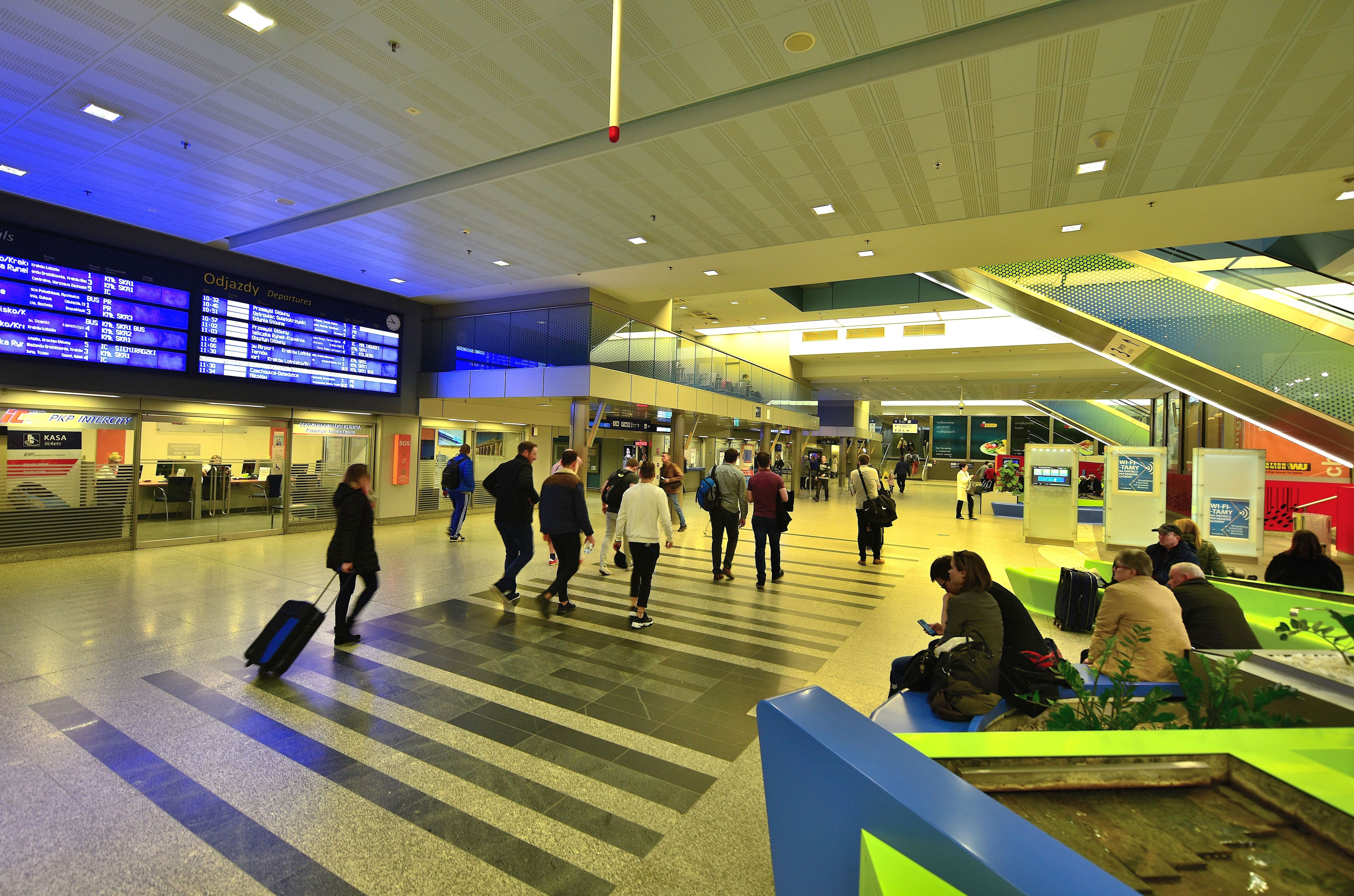
Подземного главный зал

## Источник
- Komorowski, W.: Stacja kolejowa Kraków Główny Osobowy, «Rocznik Krakowski» t. LXIII, 1997
- Kronika Krakowa, Wydawnictwo Kronika Warszawa 1996, стр. 527